# Nase (Bauelement)

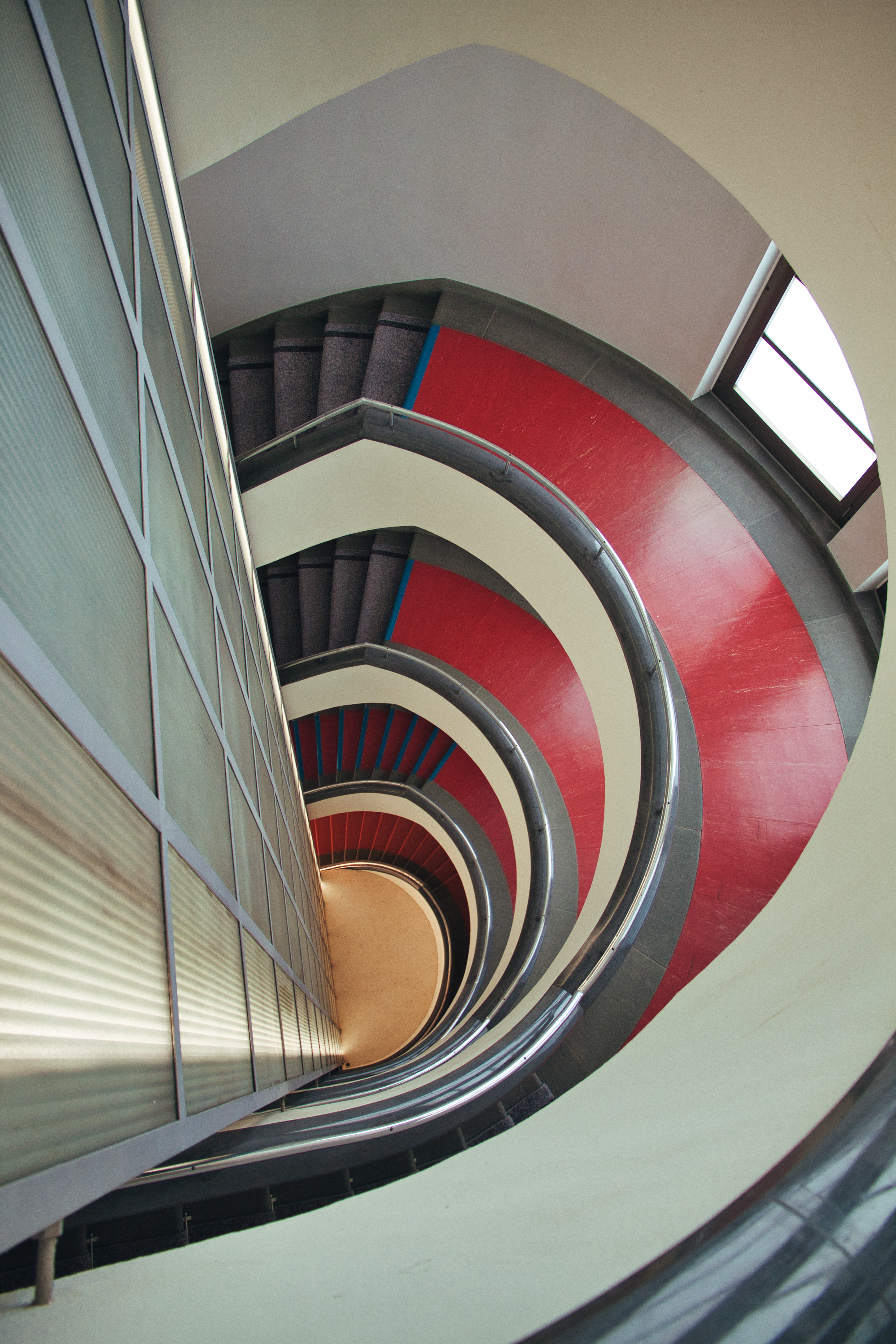
Treppenhaus des Hotels, Blick von oben (2022)

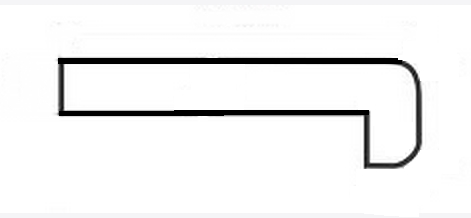
Skizze einer Fensterbank mit Nase

Als Nase bezeichnet man ein vorspringendes Bauelement bei Konstruktionen.
Sie kann Bauteil eines Bauwerkes, wie etwa der vorspringende Mauerteil einer Fassade, oder Bauteil eines technischen Komplexes, wie etwa die Nase einer Fensterbank oder eines Treppenabsatzes sein, siehe das Beispiel der blauen Nasen zur ansonsten mit rotem Linoleum belegten Treppe des Hotel Elite in Biel/Bienne.